# Sergio Xavier Filho
Sergio Xavier Filho (Porto Alegre, 3 de outubro de 1966) é um jornalista esportivo brasileiro.
Atua como comentarista do canal de TV por assinatura SporTV.

## Carreira
Formado em Jornalismo pela UFRGS em 1986, passou pelas redações de O Estado de S. Paulo, Agência Dinheiro Vivo e revista IstoÉ.
Em 1995 migrou do jornalismo econômico para o esportivo depois de aceitar um convite para editar a revista Placar, a mesma revista com que aprendera a ler.
Foi diretor de redação das revistas Placar, Runner’s World Brasil e Playboy, além de colunista da BandNews FM, esta última onde permaneceu até março de 2017. 
De novembro de 2017 a novembro de 2018, assinou a coluna "Correria" do site do jornal Folha de S.Paulo.

## Livros publicados
- O dia em que me tornei… gremista (Panda Books, 2008);[6]
- Operação Portuga: cinco homens e um recorde a ser batido (Arquipélago, 2010);[7]
- Correria: Histórias do universo da corrida (Arquipélago, 2013);[8]
- Vidas Corridas (Edições de Janeiro, 2015);[9]
- 17 Grandes Polêmicas do Futebol Brasileiro (Abril, 2017);
- Boston: a mais longa das maratonas (Arquipélago, 2018).[10]
- Don Diego (Labrador, 2021);[11][12][13][14][15][16]